# Lido delle Nazioni
Lido delle Nazioni is een plaats (frazione) in de Italiaanse gemeente Comacchio.